# Сан-Бартоломео-ін-Гальдо
Сан-Бартоломео-ін-Гальдо, Сан-Бартоломео-ін-Ґальдо (італ. San Bartolomeo in Galdo) — муніципалітет в Італії, у регіоні Кампанія, провінція Беневенто.
Сан-Бартоломео-ін-Гальдо розташований на відстані близько 220 км на схід від Рима, 95 км на північний схід від Неаполя, 37 км на північний схід від Беневенто.
Населення — 4892 особи (2014).
Щорічний фестиваль відбувається 24 серпня. Покровитель — святий Варфоломій.

## Демографія
Населення за роками:

Станом на 1 січня 2023 року в муніципалітеті офіційно проживало 139 іноземців з 33 країн, серед них 22 громадяни країн Євросоюзу та 17 громадян України.

## Сусідні муніципалітети
- Альберона
- Базеліче
- Кастельветере-ін-Валь-Форторе
- Фояно-ді-Валь-Форторе
- Розето-Вальфорторе
- Сан-Марко-ла-Катола
- Туфара
- Вольтурара-Аппула